# Ines Mandl
Ines Mandl (Viena, 4 de abril de 1917 – 5 de agosto de 2016) foi uma bioquímica estadunidense nascida na Áustria, que foi premiada com a Medalha Garvan–Olin em 1983 pelo seu trabalho sobre a enzima colagenase.